# Teoria kompartmentacji
Teoria kompartmentacji – pogląd, zgodnie z którym posiadające własny materiał genetyczny organella komórkowe powstały w obrębie macierzystej komórki, autogenicznie, a nie poprzez endosymbiozę. Pomysł ten ma obecnie niewielu zwolenników.

## Problem

Schemat chloroplastu:
1 – zewnętrzna błona
2 – przestrzeń międzybłonowa
3 – wewnętrzna błona (1+2+3: otoczka)
4 – stroma (roztwór koloidalny)
5 – wnętrze tylakoidu (lumen)
6 – błony tylakoidów
7 – granum (stos tylakoidów)
8 – tylakoidy (lamella)
9 – skrobia
10 – rybosomy
11 – chloroplastowy DNA
12 – plastoglobule (krople lipidów)

Komórka stanowi strukturalną i funkcjonalną jednostkę organizmu żywego. Komórka eukariotyczna, cechująca się przestrzennym rozdziałem transkrypcji i translacji, posiada jądro komórkowe otoczone podwójną błoną biologiczną, zawierające materiał genetyczny. Jądro nie jest jednak jedynym organellum zawierającym materiał genetyczny. Występuje on w komórce zwierzęcej również w mitochondriach, niewielkich organellach otoczonych podwójną błoną fosfolipidową. Mitochondrialny DNA tworzy kilka niewielkich, kolistych cząsteczek. U człowieka rozumnego cząsteczka taka liczy sobie 17000 par zasad, koduje pewne białka łańcucha oddechowego, syntazy ATP i tRNA. Ponadto mitochondrium posiada własne rybosomy (wolne). Co więcej, nowe mitochondria powstają przez podział. Chloroplasty również posiadają DNA (cpDNA), o wielkości 150000 par zasad. Genofory mitochondriów i plastydów przypominają więc chromosomy bakteryjne.
Powstaje tutaj pytanie o przyczynę takiego stanu rzeczy. Nie ulega wątpliwości, że początkowo istniały jedynie organizmy prokariotyczne, a więc nie posiadające jądra komórkowego, ani innych typowych dla eukariontów organellów. Pojawiły się one w zapisie kopalnym około półtora miliarda lat przez eukariontami. Wobec tego obecna komórka eukariotyczna z jądrem oraz organellami posiadającymi własne DNA musiała jakoś powstać z komórki prokariotycznej. Są 2 sposoby wyjaśnienia tej przemiany.

## Kompartmentacja
Teoria kompartmentacji zakłada, że komórka eukariotyczna powstała z prokariotycznej na drodze wyłącznie przemian zachodzących w jej obrębie. Początkowo materiał genetyczny tworzył chromosom bakteryjny. Odznaczał się znaczną redundancją, mógł on ulegać powieleniu, w wyniku czego powstawać mogły liczne jego kopie, jak to się i dzisiaj dzieje i stanowi normę w komórkach bakteryjnych. Jednakże poszczególne kopie mogły nie być replikowane wiernie, mogły zacząć różnić się zawartością, a następnie uczestniczyć w wymianie materiału genetycznego między kopiami. Kiedy każdy z genoforów zawiera te same geny, nie ma problemu nierównomiernego ich rozdziału podczas podziału komórki między komórki potomne. Istotny problem pojawia się, gdy genofory różnią się zawartością. Każda komórka potomna musi bowiem zawierać komplet potrzebnych do życia genów, a nie przypadkową część materiału genetycznego rodzica. U eukariotów zapewnia to tubulina, budująca cytoszkielet. W efekcie każdy chromosom może ewoluować oddzielnie, tworzą się i pogłębiają różnice w ich zawartości. Teraz pewne genofory mogłyby zyskać własne otaczające je błony fosfolipidowe, co zapewniłoby im częściową fizjologiczną i genetyczną autonomię przy pozostaniu w obrębie macierzystej komórki.

## Endosymbioza
Teoria kompartmentacji właściwie nie ma obecnie zwolenników. Powstanie komórki eukariotycznej tłumaczy się raczej teorią endosymbiozy, wedle której mitochondria i chloroplasty powstały z oddzielnych organizmów (sinic i bakterii tlenowych, wchłoniętych przez komórkę, która zaprzęgła je do pracy. Teorie te wydają się od siebie istotnie różnić, jednak na poziomie genetyki odmienności te nie są aż tak wielkie. Dotyczą głównie stosunku materiału genetycznego do błon komórkowych. W teorii endosymbiozy modyfikacje zachodzą w oddzielnych organizmach, wolno żyjących, a następnie wchłoniętych, wedle teorii kompartmentacji te same zmiany zachodzą w materiale genetycznym cały czas objętym błoną komórkową.